# Albert Bormann
Albert Bormann (Halberstadt, 2 settembre 1902 – Monaco di Baviera, 8 aprile 1989) è stato un politico e funzionario tedesco. Fratello minore del noto gerarca nazista Martin Bormann e militante nel Partito Nazista.

## Biografia
Era il terzo figlio di Theodor, ex militare e impiegato delle poste, e della sua seconda moglie Antonie Mennong. Suo padre morì presto e sua madre sposò Albert Vollborn.
Bormann ha lavorato come impiegato di banca dal 1922 al 1931. Nel 1927 si unì al Partito Nazionalsocialista Tedesco dei Lavoratori (NSDAP) e al Sturmabteilung (SA). Dal 1929 al 1931 fu il capo della Gioventù hitleriana (HJ) in Turingia. Dal 1931 lavorò nello studio legale privato di Adolf Hitler, dove divenne capo nel 1933.
Nel 1934 Albert diventa aiutante personale del Führer e ottiene diverse promozioni: nel 1938 è membro del Parlamento tedesco (Reichstag) per il NSDAP come rappresentante del collegio elettorale di Berlino-Ovest e, nel 1940, Gruppenführer del Nationalsozialistisches Kraftfahrkorps (NSKK) e capo dell'Ufficio del Reich del NSDAP. Il 21 aprile 1945, mentre i Russi assediavano Berlino, fu trasportato in aereo a Obersalzberg.
Dopo la guerra, visse sotto falso nome facendo il contadino in Baviera. Fu arrestato nel 1949 e internato per un breve periodo. Liberato, visse nella Germania meridionale.
I rapporti con suo fratello Martin non erano considerati buoni: si facevano concorrenza e non si parlavano tra loro. Influenzò Hitler nella scelta di Traudl Junge come segretaria privata.